# 五厘硬貨
五厘硬貨（ごりんこうか）は、かつて日本で発行された硬貨の額面の一つ。額面である5厘は1円の200分の1、1銭の半分に当たり、額面上の表現は異なるものの、半銭硬貨と実質的に同一額面に当たる。発行されたものとしては、1916年（大正5年）に発行された五厘青銅貨の1種類のみが存在する。1円未満であるため1953年（昭和28年）の小額通貨整理法により通用停止となっており、現在は法定通貨としての効力を有さない。

## 五厘青銅貨
- 品位：銅95%、錫4%、亜鉛1%
- 量目：2.1g
- 直径：18.787mm

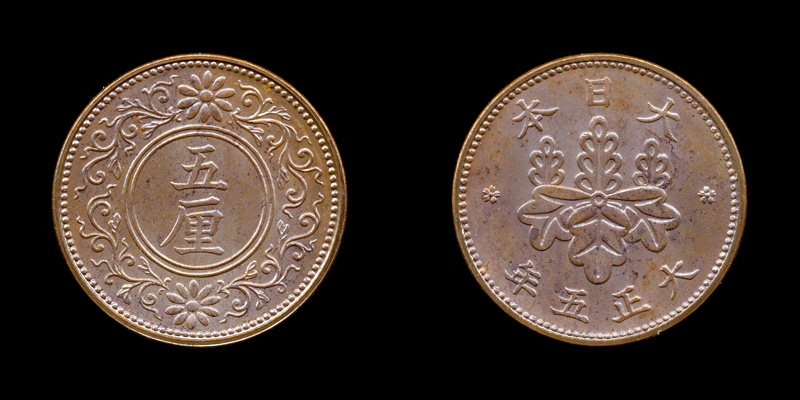
五厘青銅貨

- 図柄：菊、唐草、「五厘」（表面）、桐、桜、「大日本」、年号（裏面）
- 周囲：平滑
- 発行開始：1916年（大正5年）
- 発行終了：1953年[要出典]

1916年（大正5年）の貨幣法の改正により発行されたもので、青銅貨の地金価格が高くなりすぎていたことから、それまで貨幣法で制定されながら試作のみに終わった五厘青銅貨の規格を小型化し、同時に改正された桐一銭青銅貨と同じ模様に改めたものである。図柄の中の菊は、16花弁の菊花紋章（十六葉八重表菊紋）ではなく、10花弁の菊の花の図柄が上下に2つあしらわれている。しかしながら、貨幣価値下落のため、桐一銭青銅貨が1938年（昭和13年）まで製造が続けられたのに対し、1919年（大正8年）までの4年間で製造が打ち切られた。大正5年銘から8年銘まで4種の年銘があるが、その内6年銘は製造枚数がやや少なめである。

## 未発行貨幣・試鋳貨幣等
- 五厘青銅貨（品位：銅95%・錫4%・亜鉛1%、直径：21.818mm、量目：3.564g） - 明治30年銘。1897年（明治30年）に貨幣法で制定された当初のもの。表裏の図案は1873年（明治6年）発行の半銭銅貨とほぼ同じだが、竜図が裏面という扱いになり、表面の漢数字による額面表記が「半錢」から「五厘」に変更された点が異なるが、表面の「二百枚換一圓」及び裏面の「1/2SEN」の文字の表示は半銭銅貨から変わっていない。材質も当時の世界の流れに合わせて銅98%の銅合金から銅95%の青銅に変更されている。しかし法律による図案・規格の制定だけで、実物の製造は試作すら行われなかった。
- 五厘青銅貨（品位：銅95%・錫4%・亜鉛1%、直径：21.818mm、量目：3.564g（貨幣法による規定）/3.75g） - 表面は額面金額の「五厘」と「大日本」・「5RIN」の文字と年号、裏面は桐と唐草のデザインとなっている。1898年（明治31年）の貨幣法の改正により制定されたもので、明治32・39・42年銘が試作され、パリ大博覧会及びロンドン大英博覧会出品用とされたが、流通用としては製造されなかった。同時期に発行された稲一銭青銅貨とは貨幣法上量目が比例関係となっている。
- 五厘青銅貨（品位：銅95%・錫4%・亜鉛1%、直径：19.9mm、量目：2.1g） - 明治42年銘。表面は「五厘」と抱き合わせ稲、裏面は旭日と「大日本」・「5RIN」の文字と年号のデザイン[2]。
- 五厘青銅貨（品位：銅95%・錫4%・亜鉛1%、量目：2.1g） - 大正5年銘。表面は1916年（大正5年）に実際に発行されたものとほぼ同じだが、左右に桐紋がある点が異なる。裏面は旭日と「大日本」の文字と年号のデザイン[2]。
- 五厘青銅貨（品位：銅95%・錫4%・亜鉛1%、量目：2.25g） - 大正5年銘。表面は菊紋・桐・瑞雲と分銅形の中に「五厘」の文字の組み合わせ、裏面は旭日と「大日本」・「5 RN.」の文字と年号のデザイン[2]。
- 五厘青銅貨 - 大正5年銘。表面は桐の絵柄のみ、裏面は「五厘」「大日本」と年号。